# Горње Липово
Горње Липово је насеље у општини Колашин у Црној Гори. Према попису из 2003. било је 134 становника (према попису из 1991. било је 120 становника).

## Демографија
У насељу Горње Липово живи 107 пунолетних становника, а просечна старост становништва износи 41,2 година (39,4 код мушкараца и 44,0 код жена). У насељу има 38 домаћинстава, а просечан број чланова по домаћинству је 3,53.
Становништво у овом насељу веома је хетерогено.
|  |

| Демографија | Демографија | Демографија |
| Година      | Становника  | Становника  |
| ----------- | ----------- | ----------- |
|             |             |             |
|             |             |             |
|             |             |             |
|             |             |             |
| 1948.       | 223         |             |
| 1953.       | 252         |             |
| 1961.       | 238         |             |
| 1971.       | 191         |             |
| 1981.       | 147         |             |
| 1991.       | 120         | 120         |
| 2003.       | 134         | 134         |
|             |             |             |

| Етнички састав према попису из 2003.‍ | Етнички састав према попису из 2003.‍ | Етнички састав према попису из 2003.‍ | Етнички састав према попису из 2003.‍ | Етнички састав према попису из 2003.‍ |
| ------------------------------------ | ------------------------------------ | ------------------------------------ | ------------------------------------ | ------------------------------------ |
|                                      |                                      |                                      |                                      |                                      |
| Црногорци                            | Црногорци                            |                                      | 84                                   | 62,68%                               |
| Срби                                 | Срби                                 |                                      | 43                                   | 32,08%                               |
| Југословени                          | Југословени                          |                                      | 2                                    | 1,49%                                |
| непознато                            | непознато                            |                                      | 0                                    | 0,0%                                 |

| Година пописа     | 1948. | 1953. | 1961. | 1971. | 1981. | 1991. | 2003. |
| ----------------- | ----- | ----- | ----- | ----- | ----- | ----- | ----- |
| Број домаћинстава | 54    | 66    | 70    | 51    | 32    | 35    | 38    |

| Број чланова      | 1  | 2 | 3 | 4 | 5 | 6 | 7 | 8 | 9 | 10 и више | Просек |
| ----------------- | -- | - | - | - | - | - | - | - | - | --------- | ------ |
| Број домаћинстава | 38 | 8 | 8 | 4 | 6 | 3 | 7 | 1 | 0 | 0         | 1      |

| Пол    | Укупно | Неожењен/Неудата | Ожењен/Удата | Удовац/Удовица | Разведен/Разведена | Непознато |
| ------ | ------ | ---------------- | ------------ | -------------- | ------------------ | --------- |
| Мушки  | 66     | 28               | 29           | 6              | 3                  | 0         |
| Женски | 48     | 12               | 30           | 6              | 0                  | 0         |
| УКУПНО | 114    | 40               | 59           | 12             | 3                  | 0         |

| Пол    | Укупно                    | Пољопривреда, лов и шумарство | Рибарство                            | Вађење руде и камена | Прерађивачка индустрија       |
| ------ | ------------------------- | ----------------------------- | ------------------------------------ | -------------------- | ----------------------------- |
| Мушки  | 28                        | 18                            | 0                                    | 0                    | 1                             |
| Женски | 4                         | 2                             | 0                                    | 0                    | 0                             |
| УКУПНО | 32                        | 20                            | 0                                    | 0                    | 1                             |
| Пол    | Производња и снабдевање   | Грађевинарство                | Трговина                             | Хотели и ресторани   | Саобраћај, складиштење и везе |
| Мушки  | 1                         | 0                             | 0                                    | 0                    | 1                             |
| Женски | 0                         | 0                             | 1                                    | 0                    | 0                             |
| УКУПНО | 1                         | 0                             | 1                                    | 0                    | 1                             |
| Пол    | Финансијско посредовање   | Некретнине                    | Државна управа и одбрана             | Образовање           | Здравствени и социјални рад   |
| Мушки  | 0                         | 0                             | 6                                    | 0                    | 0                             |
| Женски | 0                         | 0                             | 0                                    | 1                    | 0                             |
| УКУПНО | 0                         | 0                             | 6                                    | 1                    | 0                             |
| Пол    | Остале услужне активности | Приватна домаћинства          | Екстериторијалне организације и тела | Непознато            | Непознато                     |
| Мушки  | 0                         | 0                             | 0                                    | 1                    | 1                             |
| Женски | 0                         | 0                             | 0                                    | 0                    | 0                             |
| УКУПНО | 0                         | 0                             | 0                                    | 1                    | 1                             |